# Le Magasin des suicides
Le Magasin des Suicides (no Brasil, A Pequena Loja de Suicídios e em Portugal, A Loja de Suicídios) é um filme de drama animado francês escrito e dirigido por Patrice Leconte, baseado no livro homônimo de Jean Teule. Lançado originalmente em 16 de maio de 2012, conta a história de uma família que possui uma loja que vende produtos para pessoas as quais desejam se suicidar e buscam se lucrar por meio da depressão de seus clientes.

## Elenco
- Bernard Alane - Mishima Tuvache, o pai
- Isabelle Spade - Lucrèce Tuvache, a mãe
- Kacey Mottet Klein - Alan Tuvache, o filho
- Isabelle Giam - Marilyn, a filha
- Laurent Gendron - Vincent, o filho
- Pierre-François Martin-Laval - Homem bonito
- Eric Métayer - Psiquiatra
- Jacques Mathou - Sr. Calmel
- Urbain Cancelier - Doutor
- Pascal Parmentier - Tio Dom
- Edouard Prettet - Melancolia
- Jean-Paul Comart - Guarda
- Juliette Poissonnier - Sra. Calmel
- Philippe du Janerand